# Campeonato do Chile de Ciclismo em Estrada
Os campeonatos do Chile de ciclismo de estrada estão organizados todos os anos.

## Pódios dos campeonatos masculinos

### Ciclismo em estrada
| Ano  | Ganhador                    | Segundo                | Terceiro           |
| ---- | --------------------------- | ---------------------- | ------------------ |
| 1997 | José Medina                 | Juan Fierro            | Gonzalo Garrido    |
| 1998 |                             |                        |                    |
| 1999 | Luis Sepúlveda              | Marco Arriagada        | Gonzalo Garrido    |
| 2000 | Marcelo Sandoval            | Gonzalo Garrido        | César Doussang     |
| 2001 |                             |                        |                    |
| 2002 |                             |                        |                    |
| 2003 | Gonzalo Garrido             | Marcelo Arriagada      | Gonzalo Miranda    |
| 2004 | Jaime Bretti                | Marcelo Sandoval       | Gonzalo Garrido    |
| 2005 | Juan Francisco Cabrera      | Arturo Corvalan        | Richard Rodríguez  |
| 2006 | Gonzalo Garrido             | Luis Sepúlveda         | Richard Rodríguez  |
| 2007 | Gonzalo Garrido             | Juan Francisco Cabrera | Jaime Bretti       |
| 2008 | Gonzalo Miranda             | Gonzalo Garrido        | Patricio Almonacid |
| 2009 | José Aravena                | Patricio Almonacid     | César Oliva        |
| 2010 | Luis Sepúlveda              | Marco Arriagada        | Elías Adrián       |
| 2011 | Gonzalo Garrido             | Andrei Sartassov       | Patricio Almonacid |
| 2012 | Carlos Oyarzún              | Pablo Alarcón          | Pedro Palma        |
| 2013 | Julio Garcés                | Ricardo Paredes        | Gerson Zúñiga      |
| 2014 | Lino Arriagada              | Pablo Alarcón          | Gerson Zúñiga      |
| 2015 | José Luis Rodríguez Aguilar | Gonzalo Garrido        | Wolfgang Burmann   |
| 2016 | Edison Bravo                | Pedro Palma            | Javier Gallardo    |
| 2017 | José Luis Rodríguez Aguilar | Gonzalo Garrido        | Patricio Almonacid |
| 2018 | Adrián Alvarado             | Antonio Cabrera        | Matías Arriagada   |
| 2019 | Felipe Peñaloza             | Cristian Ojeda         | Adrián Alvarado    |

### Contrarrelógio
| Ano  | Ganhador                    | Segundo                | Terceiro                      |
| ---- | --------------------------- | ---------------------- | ----------------------------- |
| 2000 | Luis Sepúlveda              | Marco Arriagada        | Pablo González                |
| 2001 | Marco Arriagada             | Sven Harms             | Luis Sepúlveda                |
| 2002 |                             |                        |                               |
| 2003 | Marco Arriagada             | Juan Fierro            | José Medina                   |
| 2004 | Juan Fierro                 | Antonio Cabrera        | Patricio Almonacid            |
| 2005 |                             |                        |                               |
| 2006 | Marco Arriagada             | Luis Sepúlveda         | José Medina                   |
| 2007 | José Medina                 | Marco Arriagada        | Jorge Contreras               |
| 2008 | Robinson Núñez              | José Medina            | Luis Sepúlveda                |
| 2009 | Jorge Contreras             | Robinson Nuñez         | José Medina                   |
| 2010 | Marco Arriagada             | Juan Fernández Faundez | José Medina                   |
| 2011 | Gonzalo Garrido             | Patricio Almonacid     | Juan Norambuena               |
| 2012 | Carlos Oyarzún              | Pedro Palma            | Daniel Cádiz                  |
| 2013 | Gerson Zúñiga               | Cristian Humire        | Juan Peredo                   |
| 2014 | Jonathan Guzmán             | Daniel Cádiz           | Pablo Seisdedos Gerson Zúñiga |
| 2015 | Wolfgang Burmann            | Jorge Contreras        | Patricio Almonacid            |
| 2016 | José Luis Rodríguez Aguilar | Matías Muñoz           | Patricio Almonacid            |
| 2017 | José Luis Rodríguez Aguilar | Diego Ferreyra         | Jonathan Guzmán               |
| 2018 | Germán Bustamante           | Luis Sepúlveda         | Luís Delgado                  |
| 2019 | José Luis Rodríguez Aguilar | Matías Arriagada       | Elias Tello                   |

### Ciclismo em estrada esperanças
| Ano  | Ganhador                    | Segundo                     | Terceiro            |
| ---- | --------------------------- | --------------------------- | ------------------- |
| 2008 | Juan Raúl Bravo             | Luis Bravo                  | Pedro Palma         |
| 2009 | Pedro Palma                 | Diego Vera                  | Oscar Valencia      |
| 2010 | Gonzalo González            | Pedro Palma                 | Cristopher Mansilla |
| 2011 | Pedro Palma                 | Vicente Mulga               | Wolfgang Burmann    |
| 2012 | Jonathan Guzmán             | Marcel Vandel               | Germán Bustamente   |
| 2013 | José Luis Rodríguez Aguilar | Juan Carrasco               | Mandel Márquez      |
| 2014 | José Luis Rodríguez Aguilar | Juan Cabrera                | Matías Muñoz        |
| 2015 | José Luis Rodríguez Aguilar | Sebastián Reyes             | Carlos Olivares     |
| 2016 | Matías Muñoz                | José Luis Rodríguez Aguilar | Matías Arriagada    |
| 2019 | Nicolás Cabrera             | Diego Ferreyra              | José Autrán         |

### Contrarrelógio Esperanças
| Ano  | Ganhador                    | Segundo             | Terceiro          |
| ---- | --------------------------- | ------------------- | ----------------- |
| 2008 | Juan Raúl Bravo             | Luis Bravo          | Juan Norambuena   |
| 2009 | Óscar Valencia              | Julio Garcés        | Pedro Palma       |
| 2010 | Pedro Palma                 | Cristopher Mansilla | Jonathan Guzmán   |
| 2011 | Wolfgang Burmann            | Vicente Muga        | Pedro Palma       |
| 2012 | Jonathan Guzmán             | Germán Bustamante   | Óscar Velásquez   |
| 2013 | José Luis Rodríguez Aguilar | Germán Bustamante   | Wolfgang Burmann  |
| 2014 | José Luis Rodríguez Aguilar | Matías Muñoz        | Ricardo Martínez  |
| 2015 | José Luis Rodríguez Aguilar | Germán Bustamante   | Brandon Urrutia   |
| 2016 | José Luis Rodríguez Aguilar | Matías Muñoz        | Maximiliano Tapia |
| 2017 | Diego Ferreyra              | Claudio García      | Víctor Olivares   |
| 2019 | Diego Ferreyra              | Alejandro Lovera    | Nicolás Cabrera   |

## Pódios dos campeonatos femininos

### Ciclismo em estrada
| Ano  | Vencedor               | Segundo                | Terceiro              |
| ---- | ---------------------- | ---------------------- | --------------------- |
| 1999 | Elisa Maria Garcia     | Silvia Gonzalez Uribe  | Macarena Larrain      |
| 2000 | Claudia Aravena Cortés | Alejandra Saavedra     | Silvia Gonzalez Uribe |
| 2006 | Marta Bobadilla        | Laura Soto             | Daniela Garces        |
| 2007 | Paola Muñoz            | Francisca Campos       | Barbara Arancibia     |
| 2008 | Paola Muñoz            | Francisca Campos       | Olga Cisterna         |
| 2009 | Romina Diaz            | Margarita Hernández    | Olga Cisterna         |
| 2010 | Paola Muñoz            | Olga Cisterna          | Daniela Guajardo      |
| 2011 | Daniela Rojas          | Leslie Pulgar          | Constanza Gonzalez    |
| 2012 | Paola Muñoz            | Daniela Vallejos       | Flor Palma            |
| 2013 | Daniela Vallejos       | Constanza Paredes      | Carla Darras          |
| 2014 | Paola Muñoz            | Daniela Guajardo       | Daniela Vallejos      |
| 2015 | Denisse Ahumada        | Daniela Vallejos       | Paola Muñoz           |
| 2016 | Daniela Vallejos       | Stephanie Subercaseaux | Gigliolla Monichi     |
| 2017 | Paola Muñoz            | Paula Ruiz             | Constanza Paredes     |
| 2018 | Aranza Villalón        |                        |                       |
| 2019 | Denisse Ahumada        | Aranza Villalón        | Fernanda Soto         |
| 2020 |                        |                        |                       |
| 2021 | Aranza Villalón        | Yarela Gonzalez        | Johanna Cortes        |
| 2022 | Catalina Soto          | Camila García          | Victoria Martinez     |
| 2023 | Daniela Vallejos       | Paula Villalon         | Beatriz Morales       |
| 2024 | Catalina Vidaurre      | Aranza Villalón        | Catalina Soto         |

### Contrarrelógio
| Ano  | Vencedor                 | Segundo            | Terceiro                 |
| ---- | ------------------------ | ------------------ | ------------------------ |
| 1999 | Macarena Larrain         | Alejandra Saavedra | Silvia Gonzalez Uribe    |
| 2000 | Claudia Aravena Cortés   | Alejandra Saavedra | Silvia Gonzalez Uribe    |
| 2006 | Paulina Fuentealba Duran | Claudia Miranda    |                          |
| 2007 | Barbara Arancibia        | Irene Aravena      | Paulina Fuentealba Duran |
| 2008 | Francisca Campos         | Irene Aravena      | Olga Cisterna            |
| 2009 | Claudia Aravena Cortés   | Barbara Arancibia  | Olga Cisterna            |
| 2010 | Olga Cisterna            | Francisca Navarro  | Marta Bobadilla          |
| 2011 | Leslie Pulgar            | Ana Bobadilla      |                          |
| 2012 | Flor Palma               | Daniela Vallejos   | Olga Cisterna            |
| 2013 | Daniela Vallejos         | Carla Darras       | Constanza Paredes        |
| 2014 | Daniela Guajardo         | Constanza Paredes  | Daniela Vallejos         |
| 2015 | Daniela Guajardo         | Constanza Paredes  | Paola Muñoz              |
| 2016 | Aranza Villalón          | Constanza Paredes  | Stephanie Subercaseaux   |
| 2017 | Aranza Villalón          | Constanza Paredes  | Vanessa Vidal            |
| 2018 | Aranza Villalón          |                    |                          |
| 2019 | Constanza Paredes        | Denisse Ahumada    | Aranza Villalón          |
| 2020 |                          |                    |                          |
| 2021 | Aranza Villalón          | Paula Villalon     | Stephanie Subercaseaux   |
| 2022 | Catalina Soto            | Fernanda Tapia     | Aranza Villalón          |
| 2023 | Aranza Villalón          | Catalina Soto      | Victoria Martinez        |
| 2024 | Aranza Villalón          | Catalina Soto      | Victoria Martinez        |